# Постоянный объединённый совет обороны
Постоянный объединенный совет обороны (ПОСО) — орган с консультаций на высоком уровне по вопросам континентальной безопасности США и Канады. ПОСО состоит с двух национальных секций дипломатических и военных представителей. Цель ПОСО — обмен информацией между высокопоставленными военными и дипломатами двух стран по вопросам защиты Северной части Западного полушария.
Постоянный объединенный совет обороны (ПОСО) проводил мониторинг практически всех важных оборонных акций, которые проводились после Второй мировой войны, в том числе, строительства лини радаров дистанционного раннего предупреждения, двусторонней работы по сооружению подводной системы наблюдения и высокочастотных сетей пеленгирования, а также решения о продлении Программы модернизации Североамериканской противовоздушной обороны в 1985 году.